# Empresas y tribulaciones de Maqroll el Gaviero (novela)
Empresas y tribulaciones de Maqroll el Gaviero es una antología que reúne las siete novelas del notable escritor colombiano Álvaro Mutis que tienen como protagonista a Maqroll el Gaviero. Este personaje central de la narrativa y la poesía de Mutis ha llegado a convertirse en un arquetipo de la literatura universal.[cita requerida] El libro fue editado por primera vez en dos volúmenes en 1993; la segunda edición en un volumen apareció en 1996 y la tercera en 2001.

## Contenido y estructura
El personaje Maqroll el Gaviero, desde que fue creado por Mutis, se encuentra siempre presente en la obra del escritor colombiano. El personaje de ficción que en tantos puertos ha atracado y tantos peligros ha sorteado en sus aventuras por el mundo ha invadido toda la obra literaria de su creador. El personaje del viejo marino constituye el fundamento del Premio Cervantes obtenido por Álvaro Mutis en 2001.[cita requerida]
Se trata de una gran obra de la literatura universal. No es sólo un relato muy ameno de aventuras de un hombre de mar. Es también una gran obra. Álvaro Mutis, amante de la buena literatura, fue gran admirador de Marcel Proust, como se pone de manifiesto en la correspondencia que mantuvo con Elena Poniatowska durante el periodo en que aquel se encontraba en la cárcel. No es comparable su estilo con el de Proust, pero sí hay algo en común: literatura de calidad. Maqroll el Gaviero se compone de siete novelas, ¿un guiño a Marcel por el mismo número de volúmenes que tiene En busca del tiempo perdido?
Leyendo las aventuras de Maqroll el Gaviero, tantas y tan grandes, por los cinco continentes y los dieciséis mares, viene a la memoria, inevitablemente, Moby Dick. ¿Son obras comparables? En calidad, sin duda y, por supuesto, en las mil y una aventuras casi siempre relacionadas con el mar que se desarrollan en ambas obras.
Pero Maqroll no persigue ballenas, él vive la vida de una forma azarosa, no para en ningún sitio mucho tiempo, no se amarra a nada ni a nadie. Es bueno, desprendido, habla todos los idiomas de la tierra, recorre todo el mundo con su hatillo en el que nunca faltan dos o tres libros. Maqroll lee mucho, libros de historia, de geografía, biografías. Es culto, su filosofía es muy sencilla, vivir la vida aceptándola tal como viene. Tiene grandes amigos en todas partes, aunque hay uno que es como su hermano, Abdul Bashur, con quien comparte amante, Ilona la triestina. Todas las mujeres aman a Maqroll y siempre se rodea de gente que le es leal hasta la muerte. Ha recorrido todos los puertos del mundo y en todos conoce gente. Ha trabajado en infinidad de barcos. Conoce a cientos de capitanes que siempre están dispuestos a echarle una mano cuando está en los mayores apuros por los increíbles negocios en que se mete. En definitiva, Maqroll el Gaviero es tierno, se hace querer, es un personaje digno de conocer.
Todas las hazañas de Maqroll el Gaviero, personaje sesentón y algo rebelde, que toma su nombre de un oficio que permite ver más lejos en el horizonte, han quedado reunidas en lo que su autor considera la edición definitiva de Empresas y tribulaciones de Maqroll el Gaviero, cuya portada se ajusta perfectamente al carácter y espíritu de la obra.
En este voluminoso libro aparecen las siete novelas que constituyen la saga del entrañable marino errante:
- La nieve del Almirante. En ella este viejo lobo de mar partirá en busca de unos aserraderos.
- Ilona llega con la lluvia. Se embarcará en un imprevisible negocio con su hermosa amiga de Trieste.
- Un bel morir. Donde Maqroll se ve involucrado en una aventura de contrabando de armas, donde casi deja su vida.
- La última escala del Tramp Steamer. Una hermosa historia de amor.
- Amirbar. El relato de las incursiones del Gaviero en tierra.
- Abdul Bashur, soñador de navíos. El más fiel amigo de Maqroll.
- Tríptico de mar y tierra. Las tres últimas experiencias del Gaviero. En la última, Jamil, preciosa, se pone de manifiesto toda la ternura del personaje.

En los libros de Mutis siempre hay un homenaje a los tripulantes de las embarcaciones, que deben evitar los golpes de agua y espuma que se alzan de repente robando al cielo la luz, como si estuviese anocheciendo, con el temor de ser arrastrados por el remolino. Y Maqroll, que es hombre de mar, siente el mecerse de la gavia, a cuyo extremo más alto se sube para anunciar las tormentas, las costas o las ballenas.

## Novelas

### La nieve del Almirante(1986)
Una tabla de madera, sobre la entrada, tenía el nombre del lugar en letras rojas, ya desteñidas: "La Nieve del Almirante". Al tendero se le conocía como el Gaviero y se ignoraban por completo su origen y su pasado.
Es con la novela La nieve del Almirante que Álvaro Mutis inicia la saga de Maqroll el Gaviero, viejo marinero errante que recorre los puertos y mares más recónditos, alter ego del autor que expresa sus sentimientos más profundos y oscuros, los estados de ánimo de todo su ser. En esta ocasión, Maqroll se adentra en un río imaginario, el Xurandó, y atraviesa la selva acompañado del imborrable recuerdo de Flor Estévez y de un libro que narra la muerte del Duque de Orleans. Todo su viaje, en pos de un incierto final, es un sutil aprendizaje de la vida y de la muerte en el que subyace la desesperanza. Escrita con una prosa excepcional, cargada de lirismo y hondura.

### Ilona llega con la lluvia(1988)
Maqroll el Gaviero va a bordo del Hansa Stern con rumbo a Panamá, pero la nave es secuestrada por sus acreedores y el marinero se ve obligado a abandonar los ritos y ceremonias del mar. En tierra firme, sin esperanzas, incapaz de orientarse en las insidias de una libertad no deseada, encuentra a Ilona Grabowska, una mujer nacida en Trieste que llega junto con las lluvias ecuatoriales. Con Ilona, amiga y amante, Maqroll monta en Panamá un singular prostíbulo, en torno al cual se fraguan fragmentos de historia y delirios mínimos. Hasta que aparece otra mujer, Larissa, que señalará a Maqroll nuevos caminos y nuevos viajes.

### Un bel morir(1989)
"Un bel morir tutta la vita onora" dice el verso de Petrarca que Mutis coloca como exergo de esta tercera novela dedicada a la figura de Maqroll.
Aunque el novelista siente la tentación de poner a su personaje en el trance de esa frase -sinónimo de otra de Malraux según la cual "La muerte transforma la vida en destino"-, el singular aventurero de tierra caliente, contrabandista y filósofo, amante y marino, no morirá en esta ocasión. Anclado primero en un puerto fluvial, alojado en una extraña habitación suspendida sobre las aguas del gran río, dentro de una singular pensión gobernada por una mujer ciega y repleta de extraños saberes, Maqroll termina involucrado en una historia de contrabando y tragedia, entre caravanas que cruzan las montañas y combates entre el ejército y bandas de criminales.

### La última escala de Tramp Steamer(1989)
Un viejo y destartalado carguero viaja de puerto en puerto buscando carga ocasional para transportar a cualquier lugar. Con una prosa cargada de lirismo y perfección formal, Mutis convierte la historia de este barco en símbolo y metáfora de amores transitorios e imposibles, en personaje relevante de una triste historia de amor. El naufragio del esperpéntico carguero significará también el del amor entre el capitán Jon Iturri y la joven libanesa Warda. 

### Amirbar(1990)
El marino abandona en esta ocasión el ambiente que le es familiar para internarse en la Coordillera colombiana, presa de la fiebre del oro. La experiencia en Amirbar, una mina así bautizada por el sorprendente quejido del aire en sus grutas, marcará el resto de sus días, borrando de ellos las ensoñaciones de la juventud. La soledad, la ansiedad y el delirio sumen a Maqroll en un estado próximo a la locura. Amirbar y sus galerías se transforman en un espacio mítico hasta el que llegan los ecos del océano clamando por la deserción de una de sus criaturas. Y la búsqueda del oro, el lento veneno que invade al Gaviero, se convierte en un misterioso culto en las entrañas de la tierra.

### Abdul Bashur, soñador de navíos(1991)
Mucho ha dado de sí, y con no poco acierto, la figura de Maqroll el Gaviero en manos de su creador, el premio Cervantes colombiano Álvaro Mutis.

## Personajes principales

### Maqroll el Gaviero
El hombre de la gavia, que aparece en los primeros poemas de Mutis, escritos a los 19 años, es protagonista de siete novelas, y en ninguna de ellas se menciona la edad, nacionalidad o evolución de su carácter.
Lanchones de quillas planas, claros de la selva, rancherías ocupadas por militares, bancos de arena que se van formando mientras se arregla una avería, gavilanes que gritan sobre los precipicios y giran buscando su presa, cargamentos ilegales... y un universo de cafetales, plátanos, ríos torrentosos y arrolladoras lluvias nocturnas. Este podría ser el escenario de cualquiera de las odiseas vividas por Maqroll, que representa como pocos el espíritu aventurero. 
Aunque son muchas las aguas cursadas, es en las venas acuosas de la selva, las que llegan al Mar Caribe, donde mejor se desenvuelve Maqroll, un paisaje que, según uno de los personajes de La nieve del Almirante, «no tiene nada de misterioso, donde la inteligencia se embota, el tiempo se confunde, las leyes se olvidan, la alegría se desconoce y la tristeza no cuaja». 
El Gaviero, que también deja escritos sus testimonios en verso, sabe compaginar su alma veterana de poeta con su afán narrador. Y como a Álvaro Mutis, a Maqroll le preocupan sobre todo las pesadillas que azotan el planeta, y le gusta a menudo enfadarse con la vida, porque advierte que habita un mundo que no se corresponde con el de sus sueños.

### Abdul Bashur
Nacido en el Líbano. Amigo y cómplice del Gaviero a lo largo de buena parte de su vida, y protagonista, en modo algo secundario, de no pocas de las empresas en las que Maqroll solía comprometerse con sospechosa facilidad. En muchas de ellas Bashur desempeño el papel de salvador, rescatando a Maqroll en los momentos más críticos, gracias a esa astuta paciencia que constituye uno de los rasgos predominantes del carácter levantino.
Compartió con Maqroll empresas y travesías desde el Mar Caribe al Mediterráneo, en la que se develan las raíces de una relación tan sólidamente asentada sobre el respeto mutuo que ni siquiera compartir el amor de la misma mujer puede hacer mella en su inquebrantable armonía. La siempre conmovedora presencia de Abdul, descubierto lo ilusorio de su aspiración a encontrar el barco ideal.

### Ilona Grabowska
Nacida en Trieste, de padre polaco y madre triestina, hija de macedonios. Amiga y amante de Maqroll y Bashur. Nunca se le conoció un hombre por mucho tiempo. Pero conservaba con sus amigos una lealtad a toda prueba y una preocupación por lo que pudiera pasarles. 
Tenía la condición de aparecer y desaparecer de la vida de Abdul y Maqroll. Al partir, lo hacía sin que pesara sobre ambos ninguna culpa. Al llegar, traía una renovada provisión de entusiasmo y esa capacidad suya para disipar todas las nubes que se hubieran acumulado entre Maqroll y Abdul.